# Miguel Ángel Hurtado
Miguel Ángel Hurtado Suárez (Santa Cruz de la Sierra, 1985. július 4. –) bolíviai labdarúgó, a Blooming hátvédje.